# Ellbögen
Ellbögen är en ort och kommun i distriktet Innsbruck-Land i förbundslandet Tyrolen i Österrike. Kommunen har 1 183 invånare (2024). Den ligger 12 km söder om Tyrolens huvudstad Innsbruck.